# Winnie Mortensen
Winnie Mortensen (født 31. januar 1963) er en dansk skuespillerinde.
Hun var i 1960'erne en kendt barneskuespiller i forskellige danske film, hvor hun for det meste spillede roller som 'Winnie' blandt andet i film sammen med Dirch Passer. Efter sin skuespillerkarriere begyndte hun at arbejde som sygehjælper.
WInnie er opvokset i København, og er datter af en dansk far og en burmesisk mor. Hendes eksotiske udseende blev ofte brugt som del af plottet i de film hun medvirkede i, eksempelvis spillede hun indianer i Præriens skrappe drenge og thailænder i Dyrlægens plejebørn.

## Filmografi
- Dyrlægens plejebørn (1968)
- Soldaterkammerater på bjørnetjeneste (1968)
- Sjov i gaden (1969)
- Præriens skrappe drenge (1970)

## Ekstern kilde/henvisning
- Winnie Mortensen på Internet Movie Database (engelsk)
- Winnie Mortensen på Filmdatabasen
- Winnie Mortensen på danskefilm.dk
- Winnie Mortensen på danskfilmogtv.dk
- Winnie Mortensen på Scope
- Winnie Mortensen på The Movie Database (engelsk) 
 (engelsk)